# Stazione di Latiano
Stazione di Latiano vasútállomás Olaszországban, Puglia régióban, Latiano településen.

## Vasútvonalak
Az állomást az alábbi vasútvonalak érintik:
- Potenza-Brindisi-vasútvonal

## Kapcsolódó állomások
A vasútállomáshoz az alábbi állomások vannak a legközelebb: 
- Stazione di Oria
- Stazione di Mesagne